# 榎本秀一
榎本 秀一（えのもと しゅういち、1963年10月16日- ）は、日本の薬学者。

## 人物
神奈川県横浜市出身。北海道大学大学院薬学研究科博士課程を修了した薬学博士であり、代謝生理学、核薬学、分析化学を専門とする。
1991年、北海道大学から薬学博士の学位を授与される（学位論文名は「LIPOSOMES AS A MODEL FOR OLFACTORY CELLS: EFFECTS OF CHANGED COMPOSITION ON SENSITIVITY AND ODOR DISCRIMINATION(嗅細胞モデルとしてのリポソ-ム: 感度とにおい識別に対する膜組成変化の効果)」）。  
理化学研究所核化学研究室安部文敏主任研究員の研究室に在籍した1994年ころから、大型加速器の重イオンビームの引き起こす核破砕反応を利用した複数の放射性同位元素を同時に製造するマルチトレーサー法の開発に関わり、特に生物に必須となるミネラルの研究にこの方法を応用した。この後、理化学研究所加速器基盤研究部（現在の仁科加速器研究センター）に移籍し、マルチトレーサー技術の改良に尽力した。
理化学研究所加速器基盤研究部に所属した1999年ころから、半導体検出器を応用したガンマ線コンプトンカメラの開発を始め、2003年には世界初の複数分子同時イメージングに成功した。2008年には理化学研究所分子イメージング科学研究センターに移籍し、メタロミクス研究ユニットリーダー（のちに複数分子イメージングチームに名称変更）となった。2008年10月から岡山大学大学院医歯薬学総合研究科医薬品機能分析学分野を主宰。岡山大学の分子イメージング研究の拠点おかやまメディカルイノベーションセンターOMIC教授を併任した。
岡山大学大学院医歯薬学総合研究科教授、かつ独立行政法人理化学研究所神戸研究所分子イメージング科学研究センター内の複数分子イメージングチーム研究チームリーダーでもあったが、岡山大学における研究不正を告発していたところ、2015年12月28日、「大学教員としての適性を欠く」として、岡山大学を解雇された。これは大学側が指摘された論文の調査中に、榎本らが「論文不正があった」と記者に情報提供を行うなど大学の名誉や信用を傷つけた点や部下の教員にハラスメントを行ったとして、停職9か月の懲戒処分にするなどの点から大学教授に必要な適性を欠いていることから解雇となった。なお本件は裁判となったが、裁判所は大学側の訴えを認め、榎本の地位保全は棄却した。

## 受賞歴
- 2007年11月：ベルツ賞1等賞受賞[6]
- 2010年4月：日本薬学会学術振興賞受賞[6][7]